# Handelsstål

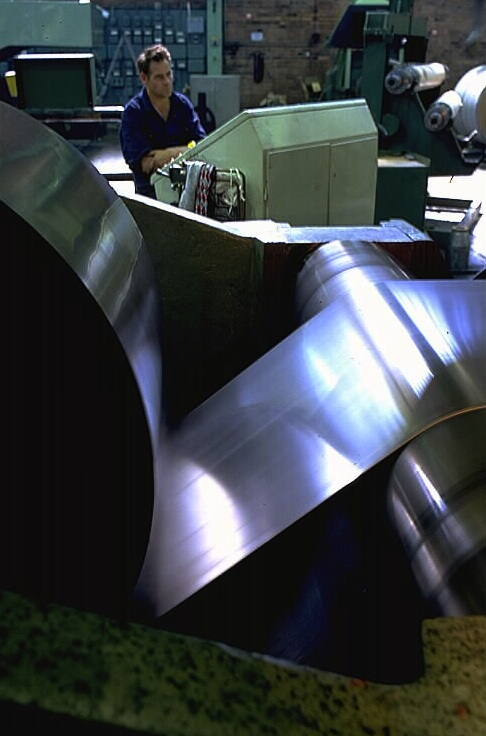
Valsning av rostfri tunnplåt vid Avesta Jernverk, omkring 1970.

Handelsstål är olegerade eller låglegerade konstruktionsstål i form av plåt, stång, balk eller profiler. Motsatsen till handelsstål är specialstål, som således definieras som legerat stål.
Benämningarna handelsstål och specialstål har sitt ursprung i det förhållandet att huvuddelen av det legerade stålet tidigare tillverkades för speciella ändamål och levererades direkt till kund (specialstål) medan en stor del av det olegerade stålet, såldes via grossist (handelsstål). 
Handelsstål används bland annat i husbyggnader, brokonstruktioner, kranar, järnvägsvagnar, behållare och maskinstativ.